# مشاري جمعان
مشاري جمعان القحطاني لاعب كرة قدم سعودي ، في خط الهجوم في نادي الفرسان.
مثل نادي أبها ونادي ضمك ونادي بيشة ونادي الانتصار ونادي جرش ونادي بيش ونادي محايل ونادي الفرسان.